# سيغدال (النرويج)
سيغدال (بالنرويجية: Sigdal)‏ هي إِحدى بلدات مُحافَظة بوسكرود شماليّ غرب العاصِمة أُوسلُو، مملكة النُروِيج. وتبلُغ مِساحتها حوالي (842 كم²)، ويصلُّ عدد سُكّانها نحوِ 3478 نَسَمَة.

## توأمة
لسيغدال (النرويج) اتفاقيات توأمة مع:
- Örnsköldsvik Municipality [الإنجليزية]‏

## صور

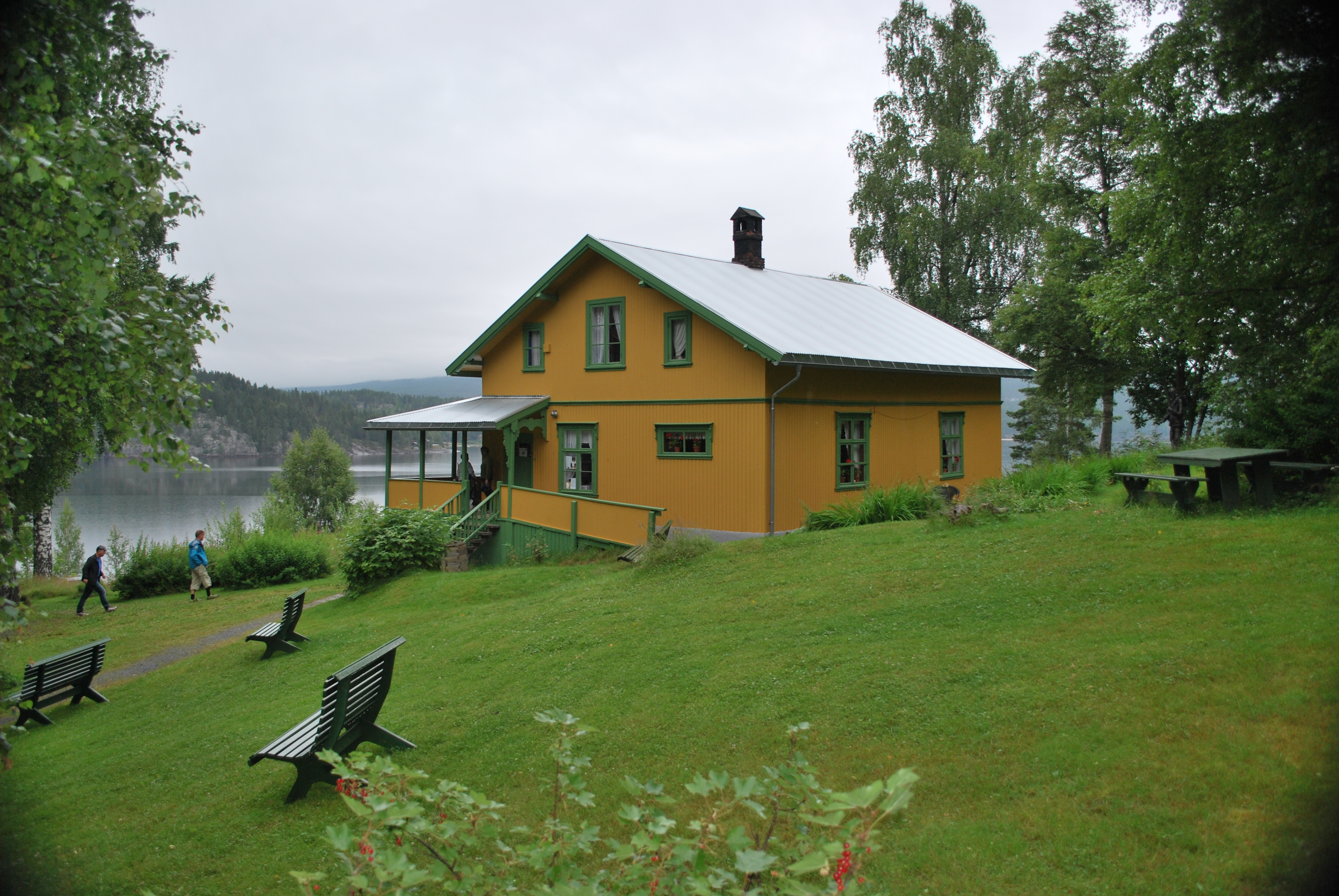
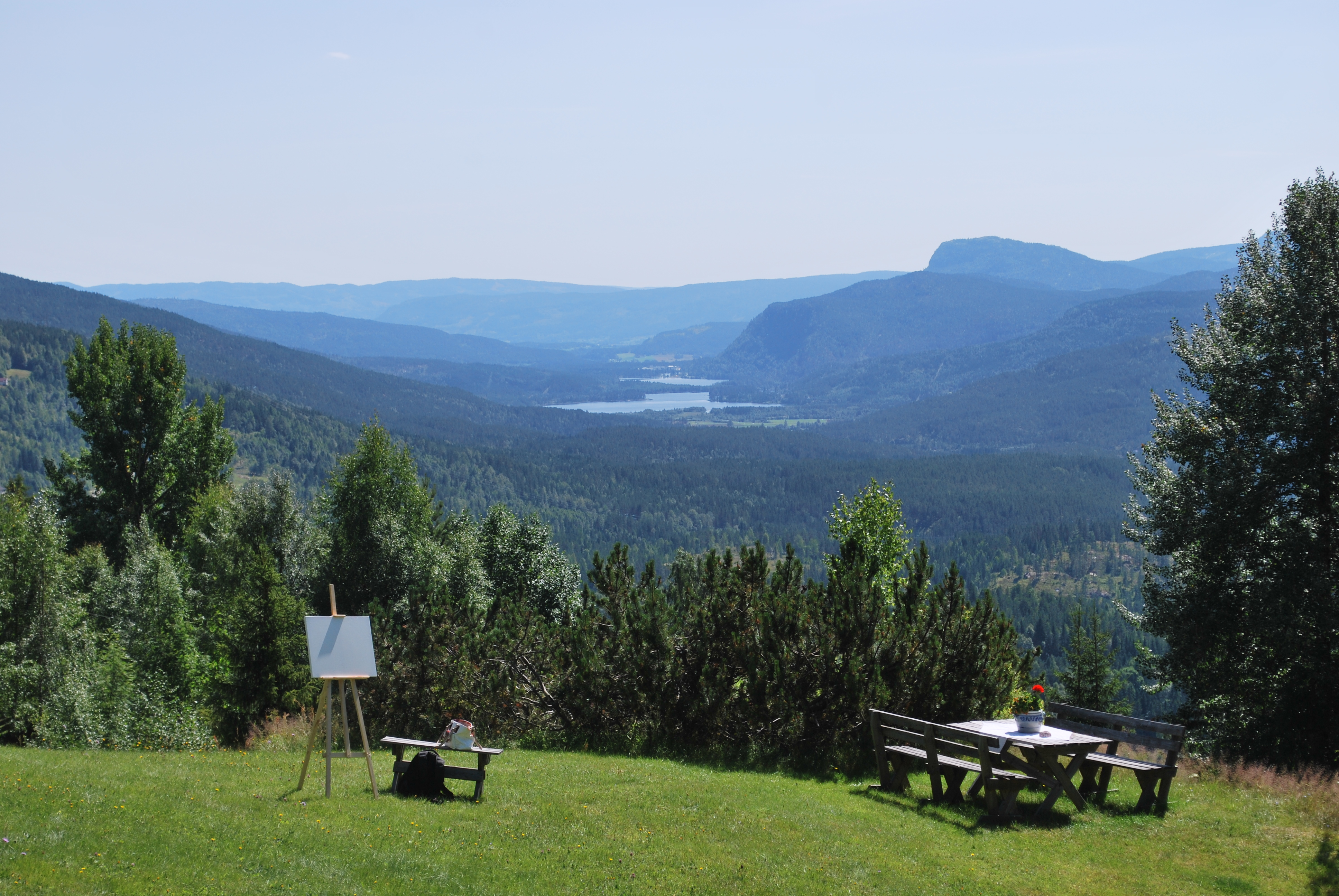
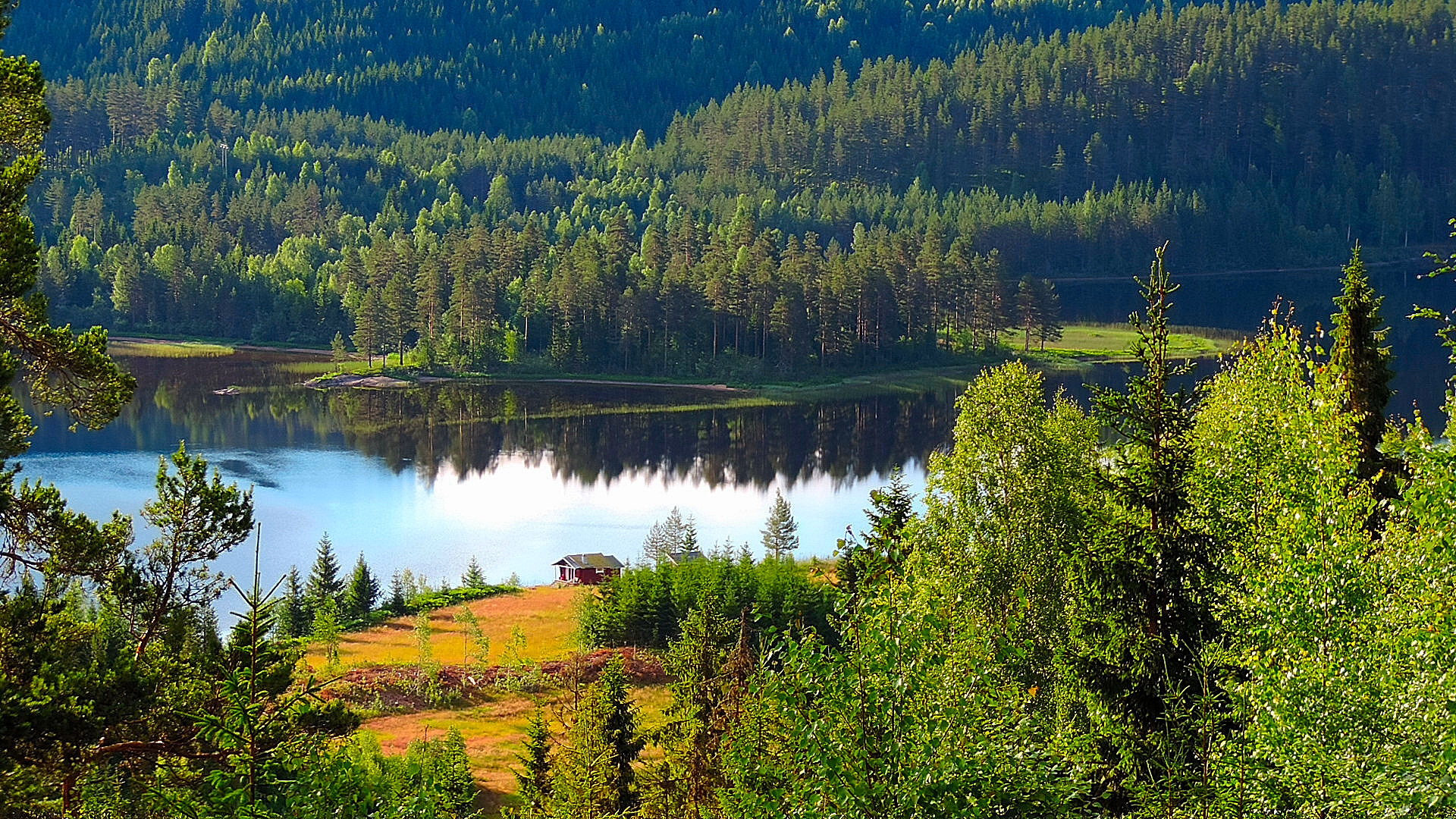

## أعلام
- جوزفين فريدا بيترسين

## روابط خارجية
- الموقع الرسميّ (باللُغة النُروِيجية).
- المَوسُوعةُ النُروِيجية الكُبرى (باللُغة النُروِيجية).